# Birksø
Birksø er en sø der gennemløbes af Gudenåen, beliggende vest for den nordlige del af Ry i Skanderborg Kommune.  Det er en næringsrig sø, der  er omkranset af tagrørsbælter, ellesumpe og skov. I den nordlige ende af søen er der udløb fra Knudsø, og nord for ligger også Birkhede der er en del af det fredede område Alling Bakker. Mod vest ligger Ry Nørreskov, og syd for søen ligger Mølleskov. I det nordvestlige hjørne fortsætter Gudenåen i det stykke der kaldes Alling Å efter landsbyen ovenfor (se Alling Sogn) mod Julsø.
56°5′37″N 9°43′58″Ø / 56.09361°N 9.73278°Ø